# Jacques Yvart
Jacques Yvart es un cantautor del norte de Francia, nacido en Dunquerque. 

## Carrera musical
Canta, desde los años 60, en francés, esperanto y en flamenco. Fue discípulo de Brassens, y cantó regularmente con Gerald Ryckoeboer y Katrien Delavier, aunque desde la muerte de Katrien, el harpa dejó de estar presente en sus canciones.